# Tobago Cycling Classic
Das Tobago International Cycling Classic (auch: Tour of Tobago) ist ein Radsport-Eintagesrennen, das jährlich auf der Karibik-Insel Tobago stattfindet. Der Wettbewerb wird im Oktober ausgetragen und gehörte von 2011 bis 2017 zur Kategorie 1.2 der UCI America Tour. Das Cycling Classic ist Teil eines eine Woche dauernden Radsport- und Tourismus-Festivals. Rekordsieger ist der Einheimische Emile Abraham, der ab 2001 drei Siege in Folge feiern konnte. Einziger deutscher Sieger bisher ist Andreas Hening, der 2007 erfolgreich war. Im Jahr 2011 wurde der Wettbewerb vom Österreicher Riccardo Zoidl gewonnen.
Erstmals ausgetragen wurde das Rennen im Jahr 1986, um neben den auf Tobago sehr beliebten Sportarten wie Fußball oder Leichtathletik auch dem Radsport eine Plattform zu bieten. Zeitweise war das Tobago Cycling Classic ein fünftägiges Etappenrennen, schließlich wurde es aber wieder als Eintagesrennen ausgerichtet. Seit 2000 ist das Rennen auch für internationale Teilnehmer geöffnet; es partizipierten in der Folge so zum Beispiel auch Sportler aus Deutschland oder Österreich. 2011 schließlich wurde das Tobago Cycling Classic in den internationalen Rennkalender des Radsportweltverbandes UCI aufgenommen und bildete den Auftakt der UCI America Tour 2012. Am Start stehen Profis gleichermaßen wie Amateurrennfahrer. Das Rennen wird im Rahmen einer sechstägigen Radsportveranstaltung, der Tobago Inter Cycle Classic, ausgetragen. 2016 waren erstmals auch Frauen am Start, darunter die deutschen Fahrerinnen Sofie Mangertseder und Alina Lange.
Die 112 Kilometer Strecke des Rennens umfasst einige kurze, aber sehr steile Steigungen bis zu 20 Prozent. Teile der Straße führen durch den tropischen Regenwald der Insel, und die hohen Temperaturen zwingen die Teilnehmer zu erhöhter Flüssigkeitsaufnahme.

## Siegerliste (seit 2001)
- 2020 keine Austragung wegen COVID-19-Pandemie
- 2019  Clever Martinez[2]
- 2018  Óscar Pachón[3]
- 2017  Peter Schulting
- 2016  James Piccoli
- 2015  Adderlyn Cruz
- 2014  Óscar Pachón
- 2013  Jaime Ramírez
- 2012  Darren Matthews
- 2011  Riccardo Zoidl
- 2010  James Sparling
- 2009  Pete Williams
- 2008  Heath Blackgrove
- 2007  Andreas Hening
- 2006  Bruno Langlois
- 2005  Ivan Stević
- 2004  John Lieswyn
- 2003  Emile Abraham
- 2002  Emile Abraham
- 2001  Emile Abraham